# Hunnegöl
Hunnegöl är en sjö i Uppvidinge kommun i Småland och ingår i Alsteråns huvudavrinningsområde. Sjöns area är 0,05 kvadratkilometer och den är belägen 269 meter över havet.